# UFC 166
UFC 166: Velasquez vs. dos Santos 3 fue un evento de artes marciales mixtas celebrado por Ultimate Fighting Championship el 19 de octubre de 2013 en el Toyota Center en Houston, Texas.

## Historia
El evento principal contó con una pelea por el Campeonato de Peso Pesado de UFC entre el actual campeón Caín Velásquez y el contendiente Júnior dos Santos. Esta fue la tercera vez que se encontraron. dos Santos ganó la primera pelea por nocaut en la primera ronda en UFC on Fox: Velasquez vs. dos Santos y en la segunda Velásquez ganó la revancha por decisión unánime en UFC 155.
Luke Rockhold esperaba enfrentarse a Tim Boetsch en el evento. Sin embargo, Rockhold fue obligado a salir de la pelea alegando una lesión en la rodilla y fue reemplazado por C.B. Dollaway.
La pelea entre George Roop y Francisco Rivera estaba prevista para esta tarjeta, pero se trasladó a UFC Fight Night 31 y fue sustituida por Sarah Kaufman vs. Jessica Eye.

## Resultados
1. ↑  Por el Campeonato de Peso Pesado de UFC.
2. ↑  Resultado cambiado a "Sin resultado" por la Comisión Atlética de Texas. Originalmente Eye ganó la pelea por decisión dividida (29-28, 28-29, 29-28).

## Premios extra
Cada peleador recibió un bono de $60,000.
- Pelea de la Noche: Gilbert Meléndez vs. Diego Sánchez
- KO de la Noche: John Dodson
- Sumisión de la Noche: Tony Ferguson